# Polyommatus transvehens
Polyommatus transvehens är en fjärilsart som beskrevs av Ruggero Verity och Querci 1924. Polyommatus transvehens ingår i släktet Polyommatus och familjen juvelvingar. Inga underarter finns listade i Catalogue of Life.